# Genova, la Superba
Genova, la superba è un album della cantante italiana Antonella Ruggiero.
In questo lavoro l'artista rende omaggio ad alcuni musicisti della sua città: Fabrizio De André, Umberto Bindi, Luigi Tenco, Bruno Lauzi, Ivano Fossati, Gino Paoli e i New Trolls. Nell'album è presente anche Ma se ghe pensu, brano della tradizione popolare genovese. Ho veduto e Andrò ancora sono due pezzi di Senza orario senza bandiera, album dei New Trolls i cui testi sono di Riccardo Mannerini.

## Tracce
1. Ho veduto
2. Un giorno dopo l'altro
3. Il mio mondo
4. L'ufficio in riva al mare
5. Canzone dell'amore perduto
6. Luna nuova sul fuji-yama
7. Una miniera
8. Guarda se io
9. Ritornerai
10. Anime salve
11. La gatta
12. È vero
13. Ma se ghe pensu
14. Andrò ancora

## Musicisti
- Antonella Ruggiero: voce
- Ivan Ciccarelli: batteria
- Carmelo Isgrò: basso
- Renzo Ruggieri: fisarmonica, melodica
- Roberto Colombo: tastiere, synth, vocoder
- Marco Colombo: chitarra elettrica
- Paolo Costa: basso
- Carlo Cantini: violino
- Davide Di Gregorio: flauti
- Chitarre classiche in Ma se ghe pensu: Guitart quartet (Lucio Matarazzo, Oscar Bellomo, Gianvito Pulzone, Gianluca Allocca)
- Archi: Libera Sinfonietta diretti da Carlo Cantini e Stefano Barzan
- Elaborazioni musicali elettroniche: Robert Rich

## Classifiche
| Paese  | Posizione raggiunta |
| ------ | ------------------- |
| Italia | 63                  |